# Mittelhand

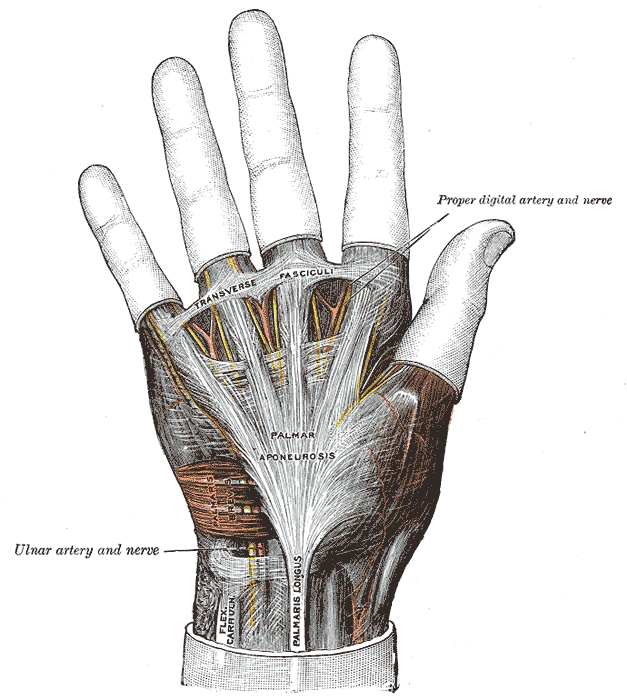
Palmaraponeurose und oberflächliche Muskeln der Hohlhand

Die Mittelhand (lat. Metacarpus) ist der Teil der Hand zwischen der Handwurzel und den Fingern. In der Tieranatomie wird auch der Begriff Vordermittelfuß verwendet. Die Haut der Handflächenseite der Mittelhand (‚Handteller‘, ‚Hohlhand‘) weist bei Primaten typische Furchen auf und ist fest mit der Palmaraponeurose verwachsen. Handrückenseitig ist die Haut dagegen gut verschieblich. Da hier aber das Unterhautfettgewebe nur gering ausgebildet ist, treten die Venen deutlich hervor.

## Knochen
Die knöcherne Grundlage der Mittelhand bilden die Mittelhandknochen. Dies sind bei Säugetieren maximal fünf Röhrenknochen, diese sind auch beim Menschen vollständig ausgebildet. Bei vielen Säugetieren ist die Anzahl entsprechend der Anzahl der Zehen reduziert. Die Mittelhandknochen sorgen für die mechanische Stabilität der Mittelhand, dienen als Ursprung und Ansatz von Sehnen und sind an der Bildung des Karpometakarpalgelenks, des Daumensattelgelenks und der Fingergrundgelenke beteiligt. Untereinander sind die Enden der Mittelhandknochen durch die Intermetakarpalgelenke (Articulationes intermetacarpales) verbunden.

## Muskeln
Die Mittelhandknochen werden von den Sehnen der langen Streck- und Beugemuskeln der Finger überzogen, deren Muskelbäuche am Unterarm liegen (→ Unterarmmuskeln).
Handflächenseitig liegen zudem die Musculi lumbricales und die drei Musculi interossei palmares an.
Handrückenseitig liegen die vier Musculi interossei dorsales.
Im Bereich des Daumenansatzes liegen Musculus abductor pollicis brevis, Musculus flexor pollicis brevis, Musculus opponens pollicis und Musculus adductor pollicis, die einen deutlichen Muskelwulst hervorrufen, der als Daumenballen (Thenar) oder Maus bezeichnet wird.
Kleinfingerseitig  bilden Musculus abductor digiti minimi, Musculus flexor digiti minimi brevis und Musculus opponens digiti minimi den Kleinfingerballen (Hypothenar).
Anhand dieser Muskelwulste wird die Mittelhand auch in drei Logen – Daumenballen-, Mittel- und Kleinfingerballen-loge – untergliedert.

## Nerven und Blutgefäße
Die Mittelhand wird von Nervus radialis, Nervus medianus und Nervus ulnaris versorgt. Der Nervus medianus teilt sich in der Mittelloge in drei Nervi digitales palmares communes. Diese innervieren die Muskeln des Daumenballens mit Ausnahme des Musculus adductor pollicis, die beiden speichenseitigen Musculi lumbricales und den tiefen Kopf des Musculus flexor pollicis brevis. Der Nervus ulnaris verläuft ebenfalls in der Mittelloge, dicht neben dem Erbsenbein und zusammen mit der Arteria ulnaris. Sein oberflächlicher Ast (Ramus superficialis) entsendet ebenfalls Nervi digitales palmares communes, sein tiefer Ast (Ramus profundus) versorgt die übrigen Muskeln der Hohlhand. Der Ramus superficialis des Nervus radialis versorgt zusammen mit dem Ramus dorsalis des Nervus ulnaris die Haut des Handrückens.
Die Blutgefäße der Hand bilden im Bereich der Hohlhand zwei bogenförmige Anastomosen. Vom oberflächliche Hohlhandbogen (Arcus palmaris superficialis) entspringen die oberflächlichen Mittelhandarterien (Arteriae digitales palmares communes), vom tiefen Hohlhandbogen (Arcus palmaris profundus) die tiefen Mittelhandarterien (Arteriae metacarpales palmares). Die Begleitvenen sind relativ schwach entwickelt. Am Handrücken verlaufen vier Arteriae metacarpales dorsales, die aus dem Rete carpi dorsale entspringen. Die Venen bilden das Rete venosum dorsale manus, welches mit Venae intercapitales mit den Hohlhandvenen in Verbindung steht.